# غرومان أمريكان إيه إيه-2 باتريوت
غرومان أمريكان إيه إيه-2 باتريوت (بالإنجليزية: American Aviation AA-2 Patriot)‏ هي طائرة تدريب أنتجت في 1970 بالولايات المتحدة. من صناعة أمريكان أفياشين. كان أول طيران لها في 1970. صنع منها طائرتان.